# Avro 581
Die Avro 581 Avian war ein zweisitziger Doppeldecker des britischen Flugzeugherstellers Avro.

## Geschichte
Im Rahmen eines Programmes der Entwicklung eines Autogiros in Zusammenarbeit mit dem Spanier Juan de la Cierva im Jahre 1926, entstand bei Avro ein Rumpf, der aber letztendlich für das Projekt nicht verwendet wurde.
So beschloss man, diesen Rumpf als Basis für ein Flugzeug zu nutzen, um damit an einem von der Tageszeitung „Daily Mail“ ausgeschriebenen Wettbewerb in der Zeit vom 10. bis 18. September 1926 in Lympne teilzunehmen.
Avro-Chefentwickler Roy Chadwick beschloss die Verwendung des Armstrong-Siddeley-Genet-Motors mit 70 hp (52,2 kW/70,97 PS), da dieser seinerzeit die höchste Leistung beim maximal möglichen Einbaugewicht versprach.
Das bemerkenswert leichte Flugzeug mit der Typenbezeichnung Avro 581 Avian hatte faltbare Tragflächen, nur die unteren Flächen waren mit Querrudern versehen.
Unter Avro-Cheftestpilot Bert Hinkler hinterließ die Maschine bei dem Wettbewerb in Lympne zunächst einen guten Eindruck, musste aber wegen eines technischen Defektes ausscheiden. Nach einer schnellen Reparatur nahm Hinkler bereits am 18. September 1926 an einem anderen Wettbewerb teil und konnte dort einen Preis gewinnen.
Danach sollte ursprünglich die obere Tragfläche entfernt werden; mit der Typbezeichnung Avro 588 sollte die Maschine an einem Wettbewerb für Eindecker teilnehmen. Dieses Projekt wurde aber verworfen, und stattdessen verkürzte man die Spannweite von 9,75 m auf 8,53 m, verlängerte die Nase, nahm Modifikationen der Ruder vor und baute einen 85 hp (63,38 kW/86,18 PS)-A.D.C. Cirrus II-Motor ein. Gleichzeitig erfolgte die Umbenennung in Avro 581A. Da aus den Erfahrungen mit der 581A bei Avro später die erfolgreiche Avro-594-Avian-Reihe entstand, gilt dieses Einzelstück als Prototyp und „Urvater“ der Avians.

## Bert Hinkler und die Avro 581 – das Traumpaar
Die 581 mit dem Kennzeichen G-EBOV sollte jedoch noch Fluggeschichte schreiben – eine Geschichte, die damit begann, dass Bert Hinkler die Maschine seinem Arbeitgeber Avro abkaufte. Im April 1927 gewann Hinkler mit diesem Flugzeug zunächst verschiedene Wettbewerbe beim „Bournemouth Eastern Meeting“.
Im Juli 1927 bekam die Maschine ein neues und breiteres Fahrwerk, eine Eigenentwicklung Hinklers mit einzeln aufgehängten Rädern. Eine Besonderheit an dieser Entwicklung war, dass sich die Räder beim Zusammenfalten der Tragflächen auf die Höhe des Schwerpunktes bewegten und sich das Flugzeug daher am Boden ohne großen Kraftaufwand bewegen ließ.
Nach Einbau eines größeren Tanks flog Hinkler am 17. August 1927 von Croydon bis Riga (etwa 1.930 km) in 10 Stunden und 45 Minuten und stellte damit einen neuen Weltrekord für Nonstop-Flüge für Flugzeuge dieser Größenordnung auf.
Die Letten inspizierten nach der Landung interessiert die kleine Maschine, dies brachte Avro später einen Auftrag der lettischen Luftwaffe über mehrere 594 Avians ein.
Auf dem Rückflug von Riga testete Hinkler, wie die 581A möglichst kraftstoffsparend geflogen werden konnte, und in ihm reifte der Entschluss, mit der Avian in seine australische Heimat zu fliegen.
Für dieses Vorhaben wurde die Maschine erneut modifiziert – sie wurde mit einem stabileren Fahrwerk, Tragflächen der Avro 594C Avian sowie einer Metallluftschraube von Fairey ausgestattet und erhielt die neue Typenbezeichnung Avro 581E.
Am 7. Februar 1928 startete Hinkler in Croydon und landete nach 15 Tagen und einer reinen Flugzeit von 128 Stunden in Darwin; die Flugstrecke betrug 17.711 km. Von Darwin flog Hinkler weiter in seine Heimatstadt Bundaberg.
Bert Hinklers Avro 581 hat bis zur Ausmusterung im Januar 1930 insgesamt etwa 56.330 km zurückgelegt und steht heute im Museum der australischen Stadt Brisbane.

## Technische Daten

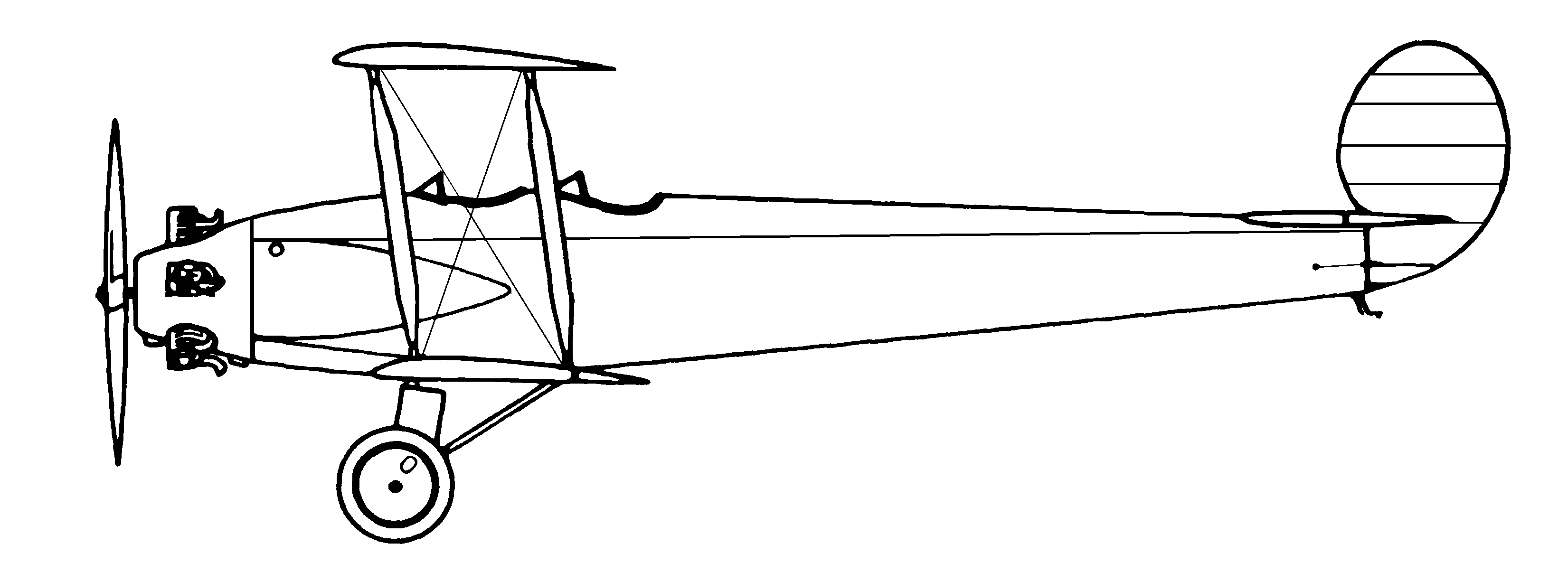
Seitenriss Avro 581

| Kenngröße             | Avro 581                                               | Avro 581A/E                                    |
| --------------------- | ------------------------------------------------------ | ---------------------------------------------- |
| Besatzung             | 1                                                      | 1                                              |
| Passagiere            | 1                                                      | 1                                              |
| Länge                 | 7,39 m                                                 | 7,39 m                                         |
| Spannweite/Oberflügel | 9,75 m                                                 | 8,53 m                                         |
| Höhe                  | 2,51 m                                                 | 2,59 m                                         |
| Flügelfläche          | 27,32 m²                                               | 22,77 m²                                       |
| Leermasse             | 340 kg                                                 |                                                |
| max. Startmasse       | 717 kg                                                 |                                                |
| Antrieb               | ein Armstrong-Siddeley-Genet-Motor; 52,2 kW (70,97 PS) | ein A.D.C.-Cirrus-II-Motor; 52,2 kW (70,97 PS) |
| Höchstgeschwindigkeit | 113 km/h                                               |                                                |